# Heinrich-Germer-Stadion
Le Heinrich-Germer-Stadion, auparavant connu sous le nom de Sportplatz am Königsweg, est un omnisports allemand (servant principalement pour le football et le football américain) situé à Sudenburg, quartier de la ville de Magdebourg, en Saxe-Anhalt.
Le stade, doté de 4 990 places et inauguré en 1920, sert d'enceinte à domicile aux équipes de football du Magdeburger SV 90 Preussen, du Magdeburger FFC, et du 1. FC Magdebourg (pour son équipe réserve et ses équipes de jeunes), ainsi qu'à l'équipe de football américain des Virgin Guards de Magdebourg.
Il porte le nom de Heinrich Germer, homme politique local, membre du SED et conseiller municipal pour l'éducation populaire et la culture à Magdebourg.

## Histoire
Le stade ouvre ses portes en 1920 sous le nom de Sportplatz am Königsweg.
Entre l'été 1951 et août 1952, le stade est rénové (la pelouse et les tribunes). Il est rouvert le 20 août 1952 lors d'un match amical contre le Motor Zwickau devant 20 000 spectateurs. Le stade change alors de nom pour rendre hommage à Heinrich Germer, à l'origine de la rénovation du stade et décédé quelques mois plus tôt en juin 1952.
Le record d'affluence au stade est de 22 000 lors d'une victoire 2-1 des locaux du RDA Motor Mitte Magdebourg sur le Lok Stendal le 22 mars 1955.
Entre 1979 et 1981, l'équipe première du FC Magdebourg utilise le stade pour ses matchs à domicile durant la rénovation du Ernst-Grube-Stadion.
Le 21 mai 2018, la finale de la Coupe d'État de Saxe-Anhalt entre le Lok Stendal et le FC Magdeburg (0-1) a lieu au stade.

## Événements
- 2018 : Finale de Coupe d'État de Saxe-Anhalt

## Galerie

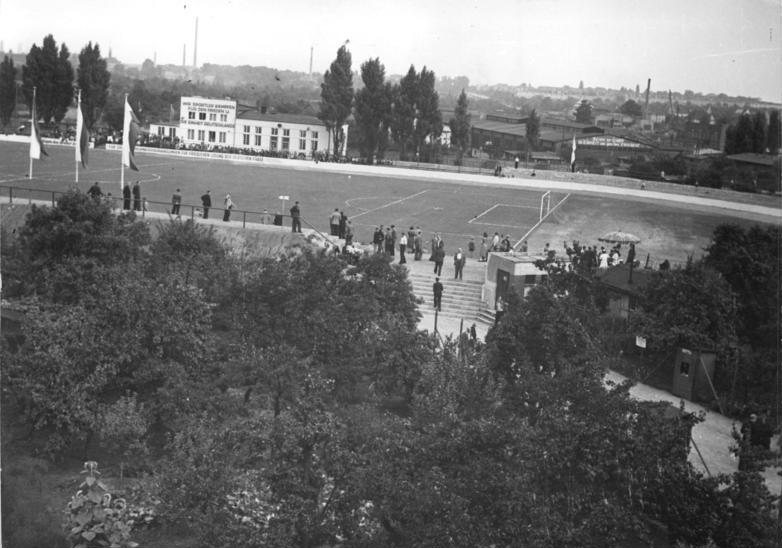
Réouverture du stade (1952)
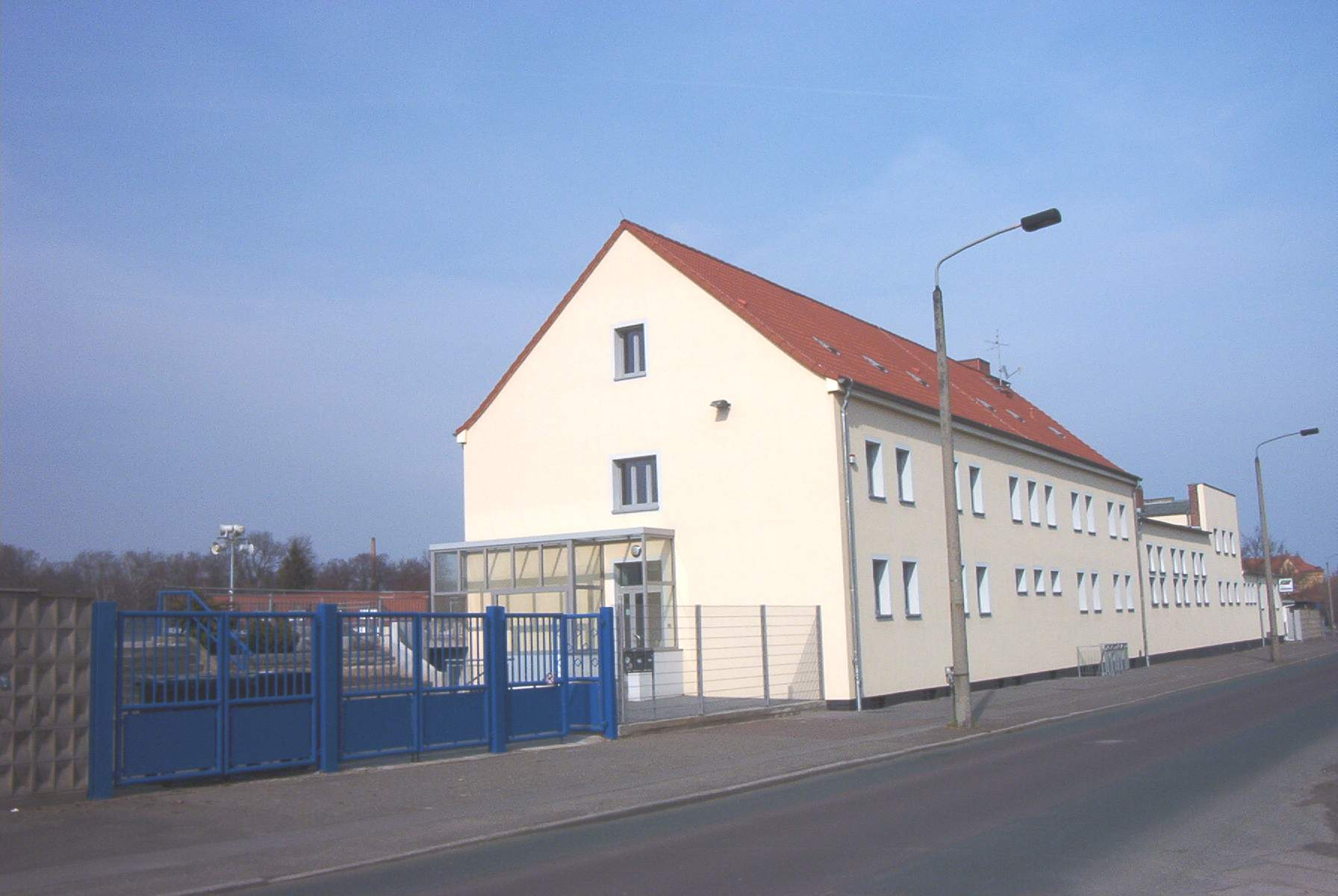
Entrée du stade (2005)